# Championnats d'Europe de dressage 1983
Navigation
Édition précédente Édition suivante
Les championnats d'Europe de dressage 1983, onzième édition des championnats d'Europe de dressage, ont eu lieu en 1983 à Aix-la-Chapelle, en Allemagne de l'Ouest. L'épreuve individuelle est remportée par la Danoise Anne Grethe Jensen et l'épreuve par équipe par l'Allemagne de l'Ouest.